# Michail Zacharevič
Michail Zacharevič (Ostroh, 26 agosto 1876 – Londra, 1953) è stato un violinista e docente russo naturalizzato britannico.

## Biografia
Michail Zacharevič era un violinista di origine russa. Trasferitosi con la famiglia da Ostroh a Kiev intorno al 1888, il giovane Michail vi studiò con Otakar Ševčík fino al 1892. 
Nel 1893 Zacharevič fece il suo debutto a Odessa con il Concerto di Čajkovskij diretto dal compositore. La favorevole accoglienza del pubblico e i consigli di Čajkovskij lo stimolarono a perfezionarsi più tardi con Eugène Ysaÿe a Bruxelles. Dal 1893 Zacharevič intraprese diverse tournée, conquistando un posto notevole tra i virtuosi del suo tempo. 
Nel 1903 fece il suo debutto in Gran Bretagna e nel 1909 vi si stabilì. Fu un grande esponente del Concerto per violino di Edward Elgar, facendolo conoscere per la prima volta in Scozia.  Nel 1915 fu naturalizzato britannico. Le sue pubblicazioni includono The New Art of Violin Playing (1933), e Michael Zacharewitsch Technique, The Ladder to Paganini’s Profound Mastery (1951). Oltre che con Čajkovskij, Zacharevič entrò in contatto con i compositori Clarence Cameron White e con Samuel Coleridge-Taylor.

## Allievi
- Clarence Cameron White

## Scritti
- The New Art of Violin Playing, 1933
- The Ladder to Paganini’s Profound Mastery. With twenty-minutes special exercises for the left hand and bow technique, Londra, ottobre 1951
- A Paganini Manuscript, in «Music and Letters», vol. XXI, issue 2 (April 1940), pp. 179–80